# Masein
Masein (toponimo tedesco; in romancio Masagn, in italiano Mazegno, desueto) è un comune svizzero di 500 abitanti del Canton Grigioni, nella regione Viamala.

## Geografia fisica
Masein è situato nell'Heinzenberg, sulla sponda sinistra della valle del Reno Posteriore.

## Monumenti e luoghi d'interesse
- Chiesa riformata di San Florino, attestata dal 1441[3];
- Castello di Untertagstein[3].

## Società

### Evoluzione demografica
L'evoluzione demografica è riportata nella seguente tabella:
Abitanti censiti

## Geografia antropica

### Frazioni
Le frazioni di Masein sono:
- Cresta
- Dalaus
- Lochmüli
- Ober-Masein
- Unter-Masein

## Economia
L'economia locale trae impulso principalmente dall'allevamento e dall'agricoltura.

## Infrastrutture e trasporti
Masein dista 2,5 km dalla stazione ferroviaria di Thusis, 3 km dall'uscita autostradale di Thusis sud, sulla A13/E43, e 28 km da Coira.